# Ретеаг (Бистрица-Насауд)
Ретеаг (рум. Reteag) насеље је у Румунији у округу Бистрица-Насауд у општини Петру Рареш. Oпштина се налази на надморској висини од 250 m.

## Становништво
Према подацима из 2002. године у насељу је живело 2790 становника.

### Попис2002.
| Расподела становништва по националности 2002.‍ | Расподела становништва по националности 2002.‍ | Расподела становништва по националности 2002.‍ | Расподела становништва по националности 2002.‍ | Расподела становништва по националности 2002.‍ |
| --------------------------------------------- | --------------------------------------------- | --------------------------------------------- | --------------------------------------------- | --------------------------------------------- |
|                                               |                                               |                                               |                                               |                                               |
| Румуни                                        | Румуни                                        |                                               | 1.582                                         | 56,8%                                         |
| Мађари                                        | Мађари                                        |                                               | 422                                           | 15,1%                                         |
| Роми                                          | Роми                                          |                                               | 783                                           | 28,1%                                         |